# Jacques de Billy (jezuit)
Jacques de Billy, francoski jezuit, pedagog, matematik in astronom, * 18. marec 1602, Compiègne, † 14. januar 1679, Dijon.
Jacques de Billy je poučeval matematiko na naslednjih jezuitskih kolegijih: v Pont-à-Moussonu (1629-1630), v Reimsu (1631-1633), v Dijonu (1665-1668) in v Grenoblu.
Bil je rektor Jezuitskega kolegija v Chalonsu, v Langresu in v Sensu.
Po njem se imenuje krater Billy na Luni.